# Grupo Niche
El Grupo Niche es un grupo de salsa colombiano. Fue fundado en 1979, por Jairo Varela y Alexis Lozano en Bogotá.En 1983, la agrupación se radicó en Cali, Valle del Cauca, donde la orquesta creció y se convirtió en una de las más grandes orquestas de salsa en el mundo. 
Varela fue director del grupo hasta su muerte en 2012, así como su productor, compositor y vocalista. Alexis Lozano, quien tocaba el trombón y era arreglista, dejó la agrupación para formar la Orquesta Guayacán. El Grupo Niche es considerado una de las agrupaciones salseras más importantes de América.
Sus álbumes han conseguido ventas millonarias y producciones como Llegando al 100% y A prueba de fuego lograron la certificación de doble disco de platino. Cielo de tambores, álbum de 1990, fue incluido en la posición n.º 21 en la lista "Los 50 álbumes esenciales de la música latina de los últimos 50 años" elaborada por la revista Billboard. El álbum Propuesta fue nominado a los premios Grammy Latinos en la categoría "mejor álbum de salsa" en el año 2001.
La banda ha obtenido una gran cantidad de premios y reconocimientos a lo largo de su vasta carrera, entre los que se destacan cinco congos de Oro del carnaval de Barranquilla, un premio Furia Musical en México, un premio Aplauso en los Estados Unidos, un premio Lo Nuestro entregado por la Cadena Univisión, un premio Lo Mejor de lo Mejor en Perú, dos premios Globo en los Estados Unidos y varios galardones entregados en tierras colombianas.

## Historia

### Inicios (1979-1983)
La agrupación fue fundada en Bogotá en 1979 por el músico y compositor nacido en Quibdó, Jairo Varela Martínez. Ese mismo año la agrupación publica su primera producción discográfica mediante el sello Daro, titulada Al pasito, con Jairo Varela y Alexis Lozano como directores, Nicolás Cristancho "Macabí" en el piano, Francisco García en el bajo, Luis Pacheco en las congas y los cantantes Jorge Bazán, Saulo Sánchez y Héctor Viveros. Dos años más tarde sale al mercado la segunda producción de Niche, Querer es poder. La canción "Buenaventura y Caney", incluida en el álbum, se convirtió en la primera composición del grupo en cosechar éxito en Colombia. Tras una gira por los Estados Unidos en la que se presentaron ante varias colonias de colombianos y de una corta estancia en Buenaventura, la agrupación decidió instalarse en Cali en 1983 donde prácticamente la agrupación se crio en aquella ciudad para convertirla en la capital mundial de la salsa.

### Popularidad (1984-1989)

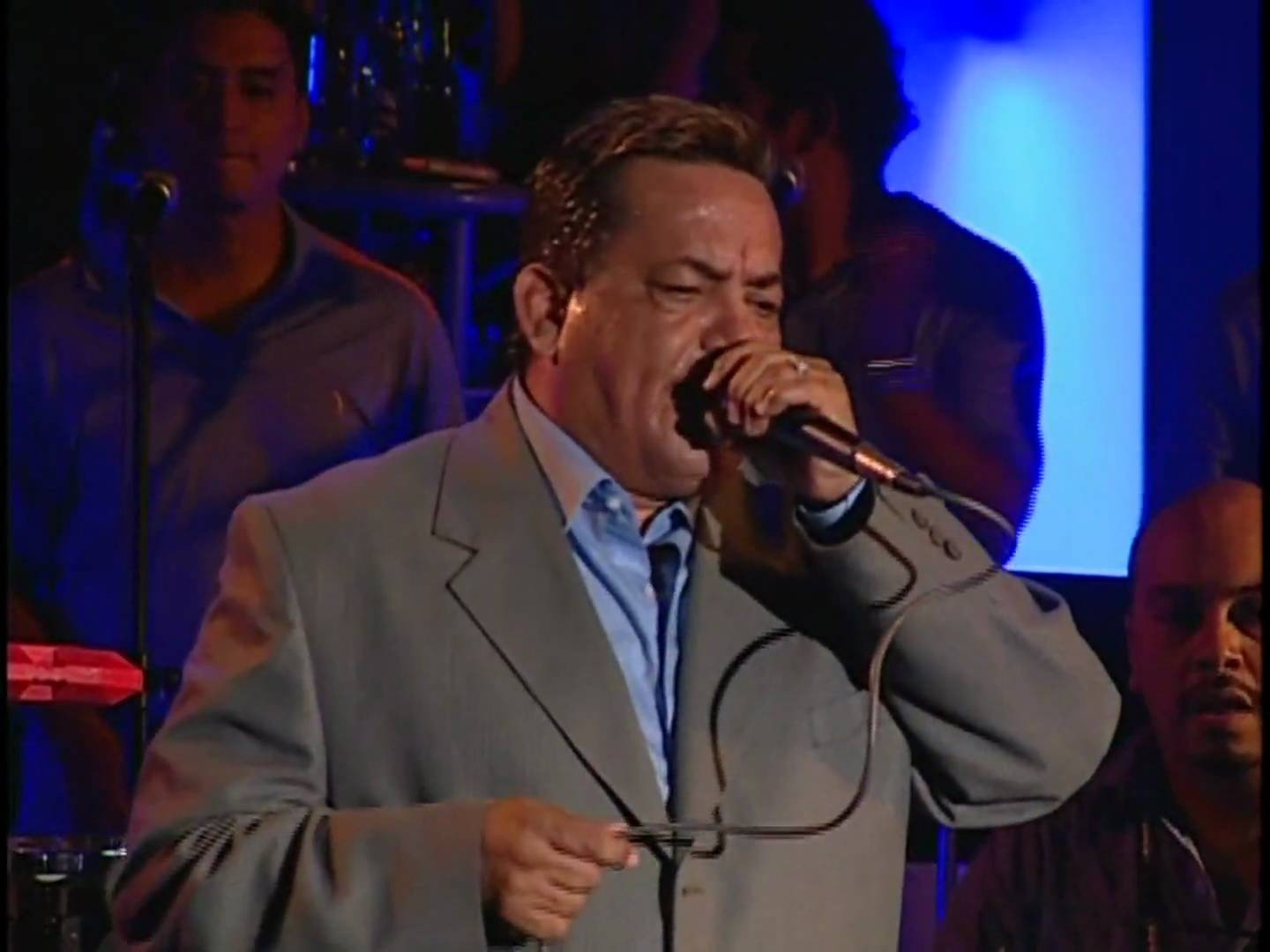
El puertorriqueño Tito Gómez fue uno de los cantantes del Grupo Niche entre 1986 y 1989.

En 1984 y tras publicar los álbumes Prepárate (1982) y ¡Directo desde Nueva York! (1983), Jairo Varela compuso y produjo la canción "Cali Pachanguero", obra que llevó al estrellato nacional e internacional a la agrupación. La canción, incluida en el álbum No hay quinto malo de 1984, fue escogida como la canción oficial de la Feria de Cali. Tras el éxito cosechado con No hay quinto malo, el grupo empezó a realizar giras de manera constante por el territorio colombiano y por otros países de América Latina, convirtiéndose en la orquesta más importante de Colombia.
El álbum Triunfo, sexta producción discográfica de Niche, fue publicado en 1985. La canción "Ana Milé", cantada por Jairo Varela, se convirtió en un éxito radial. Un año después la agrupación incorporó al reconocido cantante puertorriqueño Tito Gómez, quien había trabajado previamente con La Sonora Ponceña y con Ray Barretto, el padrino del jazz latino. La inclusión de Gómez impulsó aún más la carrera del grupo en toda América Latina. Ese mismo año fue publicado el álbum Me huele a matrimonio, con Gómez y Varela compartiendo la labor de vocalista principal. Después, otro puertorriqueño se unió a la agrupación, el pianista Israel Tanenbaum, que eventualmente abandonaría el grupo para unirse a una agrupación paralela a Niche, la Orquesta Guayacán.
Aprovechando la creciente popularidad del grupo, en 1987 salió al mercado un álbum de nuevas versiones de canciones previamente publicadas por la agrupación titulado Historia Musical. Ese año el director Jairo Varela despidió a un grupo de músicos debido a la reclamación por parte de los mismos de altas sumas por concepto de honorarios. Varela contrató a algunos músicos nuevos y grabó el álbum Tapando el hueco, producción que se convirtió en un éxito instantáneo especialmente por las canciones "Nuestro sueño" y "Cómo podré disimular". Tras el lanzamiento del disco, el Grupo Niche se convirtió en una sensación en América Latina, especialmente en países como Venezuela y en Perú. En 1989 la agrupación ofreció un concierto en el Campo de Marte de Lima, donde logró reunir a más de un millón de personas, cifra récord en ese país. Para agradecer al pueblo peruano su increíble acogida, la agrupación publicó el álbum Me sabe a Perú ese mismo año. 1989 también vio el lanzamiento del álbum Sutil y contundente, producción que revalidó el buen estado de forma de la agrupación, especialmente con canciones como "Mi hijo y yo", "Entrega" y "Miserable".

### Años 1990
En 1990, tras la salida del cantante Tito Gómez, la agrupación publicó el álbum Cielo de tambores, la producción más exitosa del Grupo Niche hasta la actualidad. El mismo año de su lanzamiento, Cielo de tambores ocupó la tercera posición en la lista de éxitos de música tropical de la revista Billboard en los Estados Unidos. El éxito del álbum se basó en la calidad de composiciones como "Busca por dentro", "Sin sentimiento", "Debiera olvidarla" y "Cali ají" y en la masiva popularidad obtenida por la canción "Una aventura". Charlie Cardona y Javier Vásquez se encargaron de aportar las voces para el álbum. A partir de ese momento la agrupación gozó de popularidad internacional, permaneciendo en constantes giras por países como Estados Unidos, Perú, México y Colombia, además de realizar algunas presentaciones en territorio europeo.
En 1992 la agrupación publicó otro exitoso trabajo discográfico titulado Llegando al 100% con Charlie Cardona como vocalista principal. De la producción se destacaron canciones como "Hagamos lo que diga el corazón" y "No tuve a quién decirle amor". Tras el lanzamiento de dos álbumes recopilatorios, el grupo lanzó al mercado Etnia, álbum reconocido especialmente por las composiciones "La canoa ranchá" y "La magia de tus besos". Los encargados de las voces en dicha producción fueron Willy García, Álvaro Granobles y Javier Vásquez. Jairo Varela fue capturado y encarcelado en 1995 tras regresar de una gira por Estados Unidos. El músico fue acusado de testaferrato y enriquecimiento ilícito por supuesto recibo de pagos de la cuenta de una hermana del narcotraficante Miguel Rodríguez Orejuela, correspondientes a las presentaciones del Grupo Niche en la Caseta Carnaval del Norte, evento donde también se presentaron artistas como Sergio Vargas y Oscar D'León. Su experiencia en la cárcel fue plasmada en las letras de varias canciones del siguiente álbum de Niche. A prueba de fuego de 1997 se convirtió en otra producción exitosa comercialmente hablando para la agrupación. La canción "Eres", cantada por Willy García, logró una fuerte radiodifusión y su vídeoclip fue igualmente popular. Un año después fue publicado el álbum Señales de humo, que no pudo igualar el éxito de la anterior producción. La agrupación cerró la década de 1990 con el lanzamiento del disco A golpe de folklore, álbum en el que la agrupación regresó a sus raíces musicales, explorando el folclor de la costa pacífica y dándole énfasis a la "salsa dura".

### Décadas de 2000 y 2010

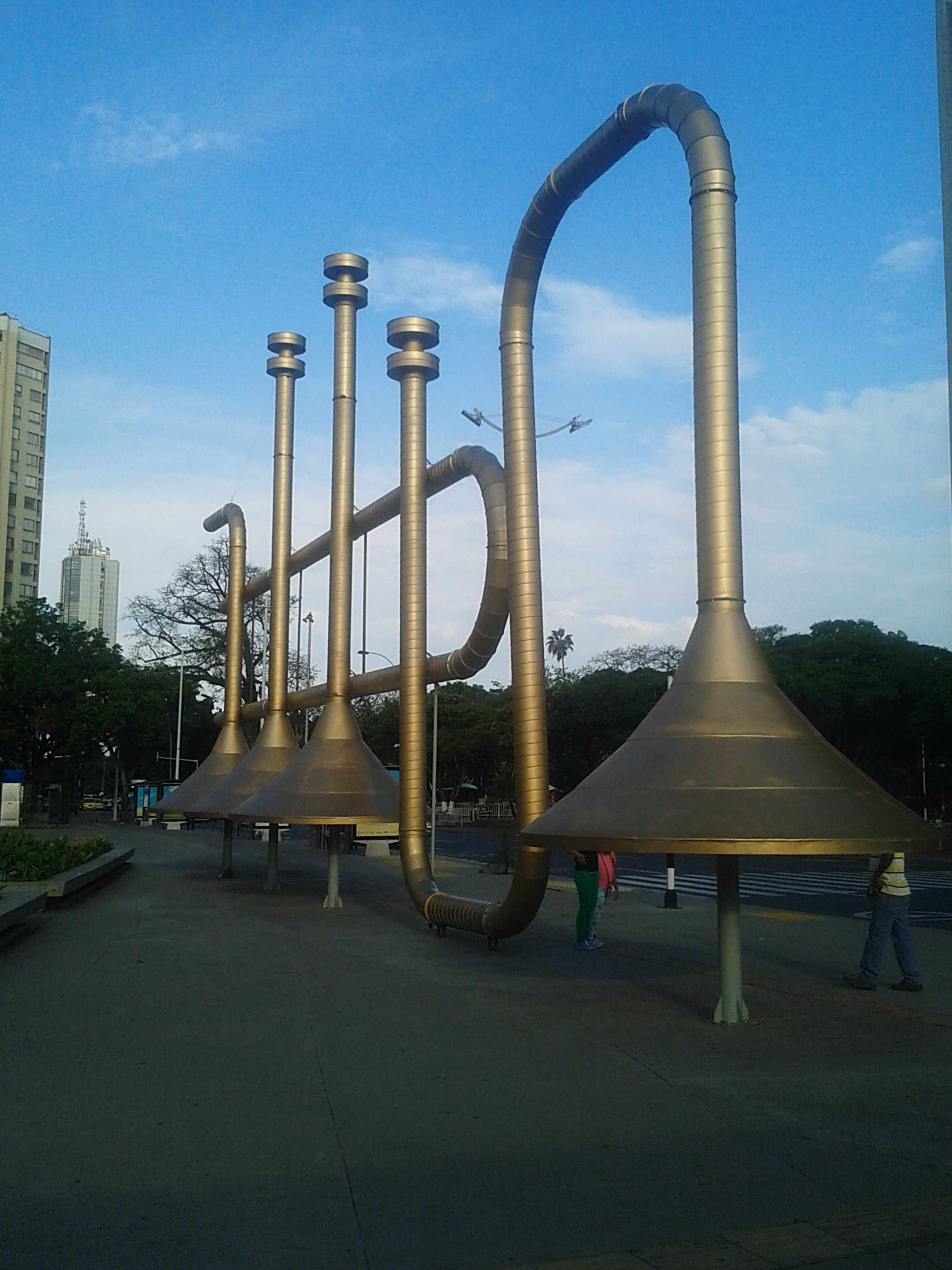
Monumento en honor a Jairo Varela en la ciudad de Cali.

En 2001, Jairo Varela decidió trasladar la sede principal del Grupo Niche a Miami con el fin de enfocarse de mejor manera en la demanda de giras internacionales del grupo. Ese año la agrupación pública Propuesta, álbum que fue nominado al Grammy Latino en la categoría "mejor álbum de salsa" junto a producciones de destacados artistas como Isaac Delgado, Oscar D'León, Tito Puente, Gilberto Santa Rosa y Tito Rojas.
En 2005 la agrupación se presenta por primera vez en Japón. Ese mismo año sale al mercado el álbum Alive. En 2007 Varela sufre un infarto que lo obliga a abandonar el cigarrillo. Dos años después sale al mercado una nueva producción discográfica titulada Robando sueños, promocionada por el sencillo "Un día después" con Elvis Magno como vocalista principal. Jairo Varela afirmó que se trataba de la mejor canción que había escrito en toda su vida.

### Fallecimiento de Jairo Varela
El 8 de agosto de 2012 el músico sufre un nuevo infarto que le provoca la muerte. Su funeral se prolongó durante cuatro días ante el clamor de sus admiradores. Varela se encontraba escribiendo una novela titulada "Luces negras", historia basada en el pacífico colombiano que no pudo finalizar. Tras la muerte de Jairo, una gran cantidad de canciones quedaron grabadas en demos y anotadas en hojas de papel. Algunas de esas composiciones fueron grabadas e incluidas en el álbum póstumo Tocando el cielo con las manos de 2013. Para la grabación del disco fueron contratados los cantantes chocoanos Yuri Toro y Arnold Moreno
Yanila Varela, hija de Jairo, fue la encargada de sucederlo en la dirección de la agrupación. A finales de 2014 el grupo compartió escenario con el Gran Combo de Puerto Rico en el Madison Square Garden de la ciudad de Nueva York. En agosto de 2015 José Aguirre asumió la dirección musical del Grupo Niche en reemplazo de Richie Valdés. Ese mismo año surge la idea de publicar un álbum con canciones compuestas por Varela que no lograron convertirse en éxitos. La idea fue plasmada finalmente en una nueva producción discográfica publicada el 2 de octubre de 2015 titulada 35 Aniversario, promocionada con el sencillo "Niche como yo", canción compuesta por Jairo Varela en 1978. El álbum obtuvo una nominación al Grammy al mejor álbum latino tropical tradicional, una nominación al Grammy Latino al mejor álbum de salsa y una nominación al premio Lo Nuestro al álbum del año en la categoría tropical.

### Actualidad
En la actualidad la agrupación está conformada por los cantantes Alex Torres, Luis Araque, Fito Echevarría y Alejandro Iñigo, los percusionistas Juanito Murillo, Fabio Celorio y Diego Camacho, el pianista Víctor González, el bajista Sergio Munera y los músicos Edgardo Manuel, Edward Montoya, Carlos Zapata, Oswaldo Salazar y Paul Gordillo en instrumentos de viento, bajo la dirección de José Aguirre. El 28 de mayo de 2020, la agrupación publicó un nuevo álbum de estudio, titulado 40. El disco ganó un Premio Grammy en la categoría de mejor álbum latino tropical.

## Músicos

### Jairo Varela

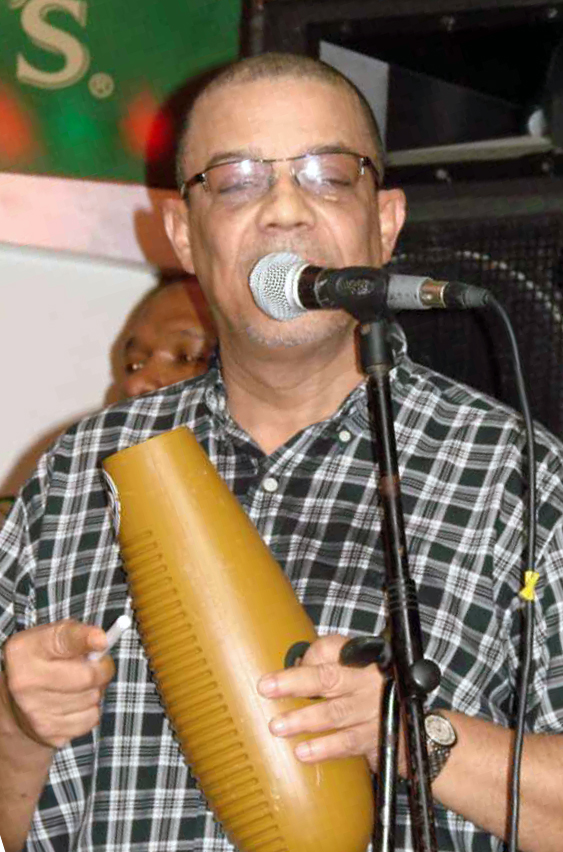
Circa 2007 - Jairo Varela – [http://www.herencialatina.com/Jairo_Varela/Jairo_Varela.htm Conversaciones con Jairo Varela

Jairo Varela fue a lo largo de la historia del grupo su compositor, arreglista, productor director y cofundador. Varela Martínez nació el 9 de diciembre de 1949 en Quibdó, Chocó. El 8 de agosto de 2012, a los 62 años de edad, Jairo Varela muere de un infarto al corazón en su apartamento en el sur de Cali. Varela era considerado uno de los mayores expositores de la salsa en América Latina. Sus honras fúnebres congregaron a cientos de miles de vallecaucanos.

### Vocalistas
Los vocalistas importantes han pasado por Niche, destacándose por interpretar entre otros los siguientes temas:
- Saulo "Sali" Sánchez: "Al Pasito", "Primer Mensaje", "Pinta Pa' Qué", "A Ti, Barranquilla", "Tata y El Sol".
- Jairo Varela: "Primer Mensaje", "Ana Milé", "Las Flores También Se Mueren", "Cicatrices", "Ese Día", "Perder Para Amar", "Brilla El Sol", "Te Enseñaré a Olvidar", "Tocando El Cielo Con Las Manos".
- Héctor "Cuqui" Viveros:  "Va Pregonando", "Tiempos De Ayer", "Digo Yo", "Corazón Sin Corazón".
- Jorge Bassan: "Rosa Meneo".
- Álvaro del Castillo: "Buenaventura y Caney", "Enamorado De Ti", "Gitana", "Suruco", "Más Duro Me Da", "Si Te Has Quedado Sola", "Primero y Qué", "Mi Negra y La Calentura", " Al Pasito" (versión 1983), "El Cable", "Sevicia".
- Omer Luis "Tuto" Jiménez: "Homenaje De Corazón", "Consejo De Madre", "A Ti, Barranquilla" (versión 1983), "Sueño", "Lamento Guajiro", "Atrateño".
- Oscar Abueta: "Bonitas y Hermosas", "Romeo y Julieta", "La Gota Fría".
- Moncho Santana (Luis Alfonso Peña Sánchez): "La Negra No Quiere", "Rosa", "Pecado Capital", "El Que Regala y Quita", "Cali Pachanguero", "Solo Un Cariño", "El Coco", "Serenata", "Las Flores También Se Mueren", "Listo Medellín", "Del Puente Pa' Allá", "Interés, Cuánto Valés", "Mamá Chila", "La Fiera".
- Tito Gómez: "Me Huele a Matrimonio", "Un Caso Social", "Bendita Seas", "Tongolele", "Pa Mi Negra Un Son", "La Trampa", "La Rata Chillona", "Perder Para Amar", "Pa' Que Esa Negra Caiga", "Primero y Qué", "Digo Yo", "Consejo De Madre", "Cali Pachanguero", "Corazón Sin Corazón", "Más Duro Me Da", "Lamento Guajiro", "Buenaventura y Caney", "Interés, Cuánto Valés", "Rosa", "La Negra No Quiere",  "Solo Un Cariño", "Bonitas y Hermosas", "El Coco", " "Nuestro Sueño", "Cómo Podré Disimular", "Tapando El Hueco", "María Concepción", "Las Mujeres Están De Moda", "Mi Valle del Cauca", "El Amor Vendrá", "Me Sabe a Perú", "Atrevida", "El Movimiento De La Salsa", "Bar y Copas", "Miserable".
- Javier Vásquez: "Mi Hijo y Yo", "El Movimiento De La Salsa", "Amor, Amor", "Entrega", "Cielo De Tambores", "Debiera Olvidarla", "Sin Sentimiento", "Cali Ají", "No Tuve a Quien Decirle Amor", "Rosa" (versión 1993), "Ana Milé" (versión 1993), "México, México", "Ese Día" (versión 1993), "La Negra No Quiere" (versión 1993), "La Gallinita De Los Huevos De Oro",  "Sin Palabras", "Bájame Uno", "La Canoa Ranchá", "Estúpido", "Batalla De Flores", "Rezo a María", "A Golpe De Folklore", "La Pandereta", "Bonito y Sabroso".
- Richie Valdés: "Cielo De Tambores", "Doña Pastora".
- Charlie Cardona: "Una Aventura", "Se Pareció Tanto a Ti", "Busca Por Dentro", "Hagamos Lo Que Diga El Corazón", "No Me Faltó Nada De Ti", "Tiempo, Tiempo", "Romeo y Julieta" (versión 1991), "Mi Pueblo Natal", "Nuestro Sueño" (versión 1993), "Te Enseñaré a Olvidar" (versión 1993), "Cómo Podré Disimular" (versión 1993), "Un Alto En El Camino", "Duele Más", "Las Tres Son Caribe", "Es Mejor No Despertar".
- Carlos Guerrero: "El Zapato y Lo Tonto", "Las Flores También Se Mueren" (versión 1993), "Miserable" (versión 1993), "Listo Medellín" (versión 1993), "Colombia Tierra De Todos", "Ave De Paso", "Somos Guerreros", "Balseros: Testimonio De Libertad".
- Charlie Zaa: "Las Flores También Se Mueren" (versión 1993)
- Willy García: "Gotas De Lluvia", "Lo Bonito y Lo Feo", "Se Me Parte El Corazón", "Verdades Que Saben", "Solamente Tú", "La Magia De Tus Besos", "Cobarde", "No Me Pidas Perdón", "Etnia", "Amanecerás y Veremos", "Dominicana", " Eres", "Cimarrón", "Mecánico", "Solo Un Cariño", "A Prueba De Fuego", "Solo Tú Sabes", "Only you Know", "Busca Por Dentro" (versión 1997), "Mujer De Novela", "Qué Ironía", "Señales De Humo", "A Golpe De Folklore", "Yo No Tomo Con Hombre", "Han Cogido La Cosa", "Buscaré La Forma", "Un Beso", "Atrateño" (versión 1999). "La Pandereta", "California", "Santa Isabel De Las Lojas", "Mata Siguaraya", "En El Mar", "Suavecito", "Cañonazos", "La Culpa La Tiene...", "Cali Pachanguero" (versión 2001), "Tapando el Hueco" (versión 2001), "La Danza de la Chancaca" (Buenaventura y Caney verisión 2001), "Una Aventura" (versión 2001), "Mi Pueblo Natal" (versión 2001), "Lamento Guajiro" (versión 2001).
- Álvaro Granobles: "Calla", "Buscaré La Forma", "El Baile Del Suavito", "Luna De Mayo".
- Beto Caicedo: "La Cárcel", "A Golpe De Folklore", "Yo No Tomo Con Hombre", "La Pandereta", "Atrateño" (versión 1999), "Mi Mamá Me Ha Dicho" (versión 1999).
- Wichy Camacho: "No Muero Mañana", "Busco".
- Paula Andrea Zuleta: "Me siento mal".
- Osvaldo Román: "Rupelto Mena", "Ni como amiga", "Culebra", "Poquita cosa", "Cocomanía", "La Biselada", "Mi Machete", "Amor Bandido", "Vamos A Ver", "California" (versión 2004), "Damaris Cantó (A Mi Medida)", "Qué Viva Puerto Rico", "Del Puente Pa'lla" (versión 2005), "Bandariba Bandabau", "Faltó Un Pañuelo", "Trasnochadora, Querendona Y Morena".
- Mauricio "Mauro" Castillo: "Enamorada", "Gavilán", "Es loca o es Mala"," Ganas", "Fotografía”.
- César Salazar: Duele más (versión 2001) y Fotografía (versión latín).
- Julio López: "Aprieta".
- Gringo Urrutia: " Robando Sueños", "Hola Rola","Hagamos", "Se Pone Bueno".
- Mauricio "Mauro" Mosquera: Salao, Amor del Bueno , "Te prometo , yo te propongo", Sin Novia y sin carro
- Elvis Magno: "Un día después", "Cómo arrancarte una sonrisa", "El hijo", "Niche como yo", "Tocando el cielo con las manos".
- Yuri Toro: "Enamorada", "El Coco" del álbum 35 Aniversario , "Cosas bonitas".
- Arnold Moreno: "El que regala y quita" para el álbum 35 Aniversario.
- Alex Torres: "Pánico", "40 ruedas", "Canciones viejas", "Mis panas"
- Luis Araque: "Soltero", "Algo que se quede"
- Alejandro Iñigo: "Búscame", "Vivencias", "Cosas bonitas" versión álbum Grupo Niche 40, "Tocando El Cielo Con Las Manos" versión 2022.
- Mauricio Chacana
- Jey Cadenas
- Eddy Saa
- Algunas mujeres que han cantado con Niche: la 'Coco' Lozano ('Mi mamá me ha dicho'), Paula Andrea Zuleta ('Me siento mal'), Adriana Chamorro (Cimarrón, segunda voz, junto a Willie García) y Diana Serna (corista en 'Una Aventura', 'Colombia Tierra de todos', 'Gotas de lluvia', 'Es mejor no despertar' y 'Búscame').

## Estilo
El Grupo Niche es conocido tanto por su música de baile rápido y vigoroso, como por temas de corte romántico de ritmo más lento. Entre sus éxitos más conocidos están "Buenaventura y caney", "Solo un cariño", "Nuestro sueño", "Ana Milé", "Cali Ají", "Del puente para allá", "Sin sentimiento", "¿Cómo podré disimular?", "Una aventura", "Las mujeres están de moda", "Gotas de lluvia", "Entrega", "Mi pueblo natal", "Hagamos lo que diga el corazón", "Duele más", "Atrevida" y la cumbia "Canoa ranchá". Su canción más famosa es "Cali Pachanguero".

## Discografía

### Discos de estudio
| Año  | Título                         | Discográfica                        |
| ---- | ------------------------------ | ----------------------------------- |
| 1979 | Al pasito                      | Discos Daro                         |
| 1981 | Querer es poder                | Codiscos                            |
| 1982 | Prepárate                      | Codiscos                            |
| 1983 | ¡Directo desde Nueva York!     | Codiscos                            |
| 1984 | No hay quinto malo             | Codiscos                            |
| 1985 | Triunfo                        | Codiscos                            |
| 1986 | Me huele a matrimonio          | Codiscos                            |
| 1986 | Con cuerdas                    | Codiscos                            |
| 1987 | Historia Musical               | Codiscos                            |
| 1988 | Tapando el hueco               | Codiscos                            |
| 1989 | Me sabe a Perú                 | Iempsa                              |
| 1989 | Sutil y contundente            | Codiscos                            |
| 1990 | Cielo de tambores              | Codiscos                            |
| 1991 | Llegando al 100%               | Codiscos                            |
| 1993 | Un alto en el camino           | Codiscos                            |
| 1993 | 12 años                        | Sony Music                          |
| 1995 | Huellas del pasado             | Codiscos                            |
| 1996 | Etnia                          | Codiscos                            |
| 1997 | A prueba de fuego              | Sony Music                          |
| 1998 | Señales de humo                | Sony Music                          |
| 1999 | A golpe de folklore            | PPM Records                         |
| 2000 | Propuesta                      | PPM Records                         |
| 2001 | La Danza de la Chancaca        | PPM Records                         |
| 2002 | Control absoluto               | PPM Records                         |
| 2004 | Imaginación                    | Sony Music                          |
| 2005 | Alive                          | PPM Records, Universal Music Latino |
| 2009 | Robando sueños                 | (no publicado)                      |
| 2013 | Tocando el cielo con las manos | PPM Records                         |
| 2015 | 35 Aniversario                 | PPM Records                         |
| 2020 | 40                             | PPM Records                         |
| 2023 | Niche Sinfonico                | PPM Records                         |

### EP
| Año  | Título        | Discográfica |
| ---- | ------------- | ------------ |
| 2010 | II Generación | PPM Records  |

## Premios y reconocimientos

### Congos de Oro
Otorgado en el Festival de Orquestas del Carnaval de Barranquilla:
| Año  | Trabajo nominado | Categoría         | Resultado |
| ---- | ---------------- | ----------------- | --------- |
| 1991 | Grupo Niche      | Salsa             | Ganador   |
| 1993 | Grupo Niche      | Orquesta Nacional | Ganador   |
| 1995 | Grupo Niche      | Salsa Nacional    | Ganador   |
| 1997 | Grupo Niche      | Salsa             | Ganador   |
| 2014 | Grupo Niche      | SuperCongo de Oro | Ganador   |

### Premio Lo Nuestro
| Año  | Trabajo nominado | Categoría              | Resultado |
| ---- | ---------------- | ---------------------- | --------- |
| 1995 | Grupo Niche      | Grupo tropical del año | Ganador   |
| 2017 | 35 Aniversario   | Mejor álbum tropical   | Nominado  |

### Premios Grammy Latinos
| Año  | Trabajo nominado                                              | Categoría              | Resultado |
| ---- | ------------------------------------------------------------- | ---------------------- | --------- |
| 2001 | Propuesta                                                     | Mejor álbum de Salsa   | Nominado  |
| 2016 | 35 Aniversario                                                | Mejor álbum de Salsa   | Nominado  |
| 2020 | 40                                                            | Mejor álbum de Salsa   | Ganador   |
| 2023 | Niche Sinfónico (con Orquesta Sinfónica Nacional de Colombia) | Mejor álbum de salsa   | Ganador   |
| 2024 | Con Dinero y Sin Dinero (feat. Fonseca)                       | Grabación del año      | Pendiente |
| 2024 | Con Dinero y Sin Dinero (feat. Fonseca)                       | Mejor Canción Tropical | Pendiente |

### Billboard Latin Music Awards
| Año  | Trabajo nominado | Categoría                                      | Resultado |
| ---- | ---------------- | ---------------------------------------------- | --------- |
| 2014 | Grupo Niche      | "Tropical Albums" Artista del Año, Dúo o Grupo | Nominado  |
| 2015 | Grupo Niche      | "Tropical Albums" Artista del Año, Dúo o Grupo | Nominado  |
| 2017 | Grupo Niche      | "Tropical Songs" Artista del Año, Dúo o Grupo  | Nominado  |

### Premios Grammy
| Año  | Trabajo nominado | Categoría                               | Resultado |
| ---- | ---------------- | --------------------------------------- | --------- |
| 2017 | 35 Aniversario   | Mejor álbum latino tropical tradicional | Nominado  |
| 2021 | 40               | Mejor álbum latino tropical             | Ganador   |

### Premios Nuestra Tierra
| Año  | Trabajo nominado                 | Categoría                     | Resultado |
| ---- | -------------------------------- | ----------------------------- | --------- |
| 2007 | Grupo Niche                      | Artista tropical del año      | Nominado  |
| 2013 | «El Hijo»                        | Canción tropical del año      | Ganador   |
| 2013 | Grupo Niche                      | Artista tropical del año      | Ganador   |
| 2014 | «Tocando el cielo con las manos» | Canción del año               | Nominado  |
| 2014 | «Ay amor»                        | Canción tropical del año      | Ganador   |
| 2014 | Grupo Niche                      | Artista tropical del año      | Ganador   |
| 2020 | «Soltero»                        | Canción tropical del año      | Nominado  |
| 2020 | Grupo Niche                      | Artista tropical del año      | Nominado  |
| 2021 | Grupo Niche                      | Artista del año               | Nominado  |
| 2021 | 40                               | Álbum del año                 | Nominado  |
| 2021 | «Canciones viejas»               | Canción tropical/salsa/cumbia | Nominado  |
| 2021 | «Cosas Bonitas»                  | Canción tropical/salsa/cumbia | Nominado  |
| 2021 | Grupo Niche                      | Artista tropical/salsa/cumbia | Ganador   |
| 2022 | Grupo Niche                      | Artista tropical/salsa/cumbia | Nominado  |
| 2023 | Búscame                          | Canción tropical/salsa/cumbia | Nominado  |
| 2023 | Grupo Niche                      | Artista tropical/salsa/cumbia | Ganador   |
| 2024 | Niche Sinfónico                  | Álbum del Año                 | Nominado  |

### Premios Heat Latino
| Año  | Trabajo nominado | Categoría           | Resultado |
| ---- | ---------------- | ------------------- | --------- |
| 2023 | Grupo Niche      | Mejor grupo o banda | Ganador   |

### Otros premios
- 1994 - Premio "Aplauso" (Estados Unidos)
- 1994 - Premio "Furia Musical" (México)
- 1996 - Premio "Voltaje" al Mejor Artista Nacional (Cali, Colombia)
- 1998 - Premio "Lo mejor de Lo mejor" (Perú)
- 1999 - Premio "Globo" (Estados Unidos)
- 2000 - Premio "Casandra" (República Dominicana)
- 2000 - Premio "Globo" (Estados Unidos)
- 2002 - Premio "Orquídea" a Mejor Grupo Tropical
- 2002 - Premio "Jez" a Mejor Grupo de Salsa[3]
- 2006 - Medalla de la Ciudad de Bellavista (Perú)[26]
- 2020 - Latin Awards Canada - Reconocimiento a sus 40 años en el arte (Canadá)[27]